# Komenského studna (Poděbrady)
Komenského studna je studna vybudovaná v Poděbradech v místě historického železitého pramene, který už roku 1624 zmiňoval Jan Amos Komenský. Nadzemní část studny je novodobá. Studna je od roku 1965 chráněna jako kulturní památka.

## Stavba
| „                | „Vyprýštila se u Poděbrad blízko obecné cesty studnička, z níž za celý měsíc voda jako krev tekla, jíž někteří místo černidla užívajíc, tím tu historii pro paměť zapsali.“ | “ |
| — J. A. Komenský | |   |

Na Zámostí v Poděbradech v minulosti vyvěral silný pramen železité vody. Jan Amos Komenský se o pramenu zmínil ve své roku 1624 vydané knize O těžkých protivenstvích církve české. Objevení pramene načervenalé vody vedlo ke vzniku pověsti o na povrch vyvěrající krvy popravených kutnohorských havířů a k pramenu začaly být konány poutě.
Železitá voda byla považována za léčivou, byla distribuována po okolí a roku 1722 na místě vznikly malé železité lázně, tvořené dřevěnou budovou s jednou vanou. Tu roku 1832 nahradil zděný domek se třemi vanami a místností pro ohřívání vody. Roku 1881 pak byla dokončena větší lázeňská budova se šesti vanami a dalším vybavením, zájem o železité lázně však upadal a později zanikly.
Samotný pramen nechala poděbradská měšťanka Anna Miller roku 1822 opatřit pískovcovou skruží s iniciály A. M. a letopočtem 1624. Roku 1942 byla překryta ozdobnou mříží s nosičem kladky. Studna má hloubku tři až čtyři metry a průměr 150 centimetrů. Skruž má v horní části obrubu a je obložena opracovanými kameny.